# Uralskaja
Uralskaja (ros. Уральская) – czwarta stacja jedynej linii znajdującego się w Jekaterynburgu systemu metra.

## Charakterystyka
Położona w rejonie żeleznodorożnym, jednym z centralnie położonych obszarów miasta, gdzie spotykają się różne arterie komunikacyjne Jekaterynburga. Otoczona przez centra handlowe oraz budynki biurowe. Stacja obsługuje dziennie prawie 17 tysięcy pasażerów. Znajduje się w pobliżu Jekaterynburskiego Dworca oraz jednego z dworców autobusowych. Pierwsze prace przy budowie stacji zaczęły się wcześnie, 28 sierpnia 1980 roku. Rozpoczęto wtedy drążenie tuneli w stronę przyszłej stacji Dinamo. Natomiast w sierpniu 1982 roku drążenie zaczęto wykonywać w kierunku stacji Maszynostroitielej. Z powodu braku środków finansowych potrzebnych na jej wykończenie, stacja nie została otwarta jak trzy poprzednie 26 kwietnia 1991 roku. Kryzys gospodarczy końca lat osiemdziesiątych, a następnie rozpad Związku Radzieckiego i zawirowania w postsowieckiej Rosji sprawiły, że nie udało się jej oddać na czas.
Z powodu swojego strategicznego położenia, przy dworcu kolejowym i w ścisłym centrum miasta, Uralskaja planowana była jako wizytówka miasta. Została uroczyście otwarta 22 grudnia 1992 roku. Stacja jest ozdobiona pylonami oraz naturalnymi skałami. Ozdabiają ją mozaiki oraz ornamenty mające nawiązywać do historii miasta i regionu. Nad sufitami zawieszone klasycyzujące żyrandole, ściany i pylony wyłożone marmurem, na łukach kolejne potężne lampy. Posadzki wyłożone szarym, połyskującym granitem, inne elementy dekoracyjne wykonane z miejscowych kamieni oraz metali. Stacja miała sprawiać wrażenie monumentalnej, ale ambitne projekty, z powodu braku środków, nie zostały do końca zrealizowane. Początkowo stacja miała nosić nazwę Swierdłowskaja, na cześć bolszewickiego patrona miasta Jakowa Swierdłowa, ale po upadku Związku Radzieckiego odstąpiono od tego pomysłu. Udostępniana pasażerom od godziny 6 rano do północy. Po opuszczeniu terenu stacji możliwa jest szybka przesiadka do komunikacji autobusowej lub tramwajowej, a także przy wykorzystaniu dworca głównego, do komunikacji kolejowej.